# Psicologia econômica
Sua origem remonta a 1881, quando a expressão Psicologia Econômica  ou  Psicoeconomia   foi utilizada pela primeira vez, por Gabriel Tarde, pensador social e jurista francês, embora anteriormente, economistas liderados por Carl Menger, da chamada Escola Psicológica ou Austríaca, tivessem introduzido conceitos psicológicos em suas análises econômicas.
Depois de algumas tentativas de ampliar o escopo da Economia por meio de contribuições psicológicas e de outras ciências humanas, como a sociologia, no início do século XX, por esforços, em especial, de Tarde e de Thorstein Veblen, outro pensador social, de origem norueguesa e radicado nos EUA, estas iniciativas ficaram adormecidas por algumas décadas.
Foi apenas durante a 2a.Guerra Mundial que um outro pesquisador, George Katona, húngaro que havia emigrado para os EUA, com formação em psicologia, voltou a dar visibilidade a esta área. Katona desenvolveu o Índice de Sentimento do Consumidor, por meio de amplos levantamentos junto à população, que lhe permitiram elaborar previsões sobre o desempenho da economia. Ao contrário dos economistas, que esperavam uma recessão, ele previu que haveria um boom, o que, de fato, veio a ocorrer.
Paralelamente, na Europa, Pierre-Louis Reynaud, professor de Economia Política, dedicava-se também a reunir conhecimentos de ambas as áreas, Psicologia e Economia, sendo seguido por outros pesquisadores como Paul Albou, na França também, Karl-Erik Warneryd, na Suécia e Folke Olander, na Dinamarca.
Mas é na segunda metade do século XX que este campo ganha impulso, com a publicação do livro de Katona, Psychological Economics, em 1975, o prêmio Nobel de Economia de 1978, dado a Herbert Simon, que tinha formação tanto em Economia quanto em Psicologia, e desenvolveu a Teoria da Racionalidade Limitada, e novas publicações, sob a forma de livros e do periódico Journal of Economic Psychology, criado em 1981, bem como associações científicas, como a IAREP-International Association for Research in Economic Psychology, em 1982.
Atualmente, a disciplina encontra-se em expansão - em 2002, recebeu outro Nobel de Economia, outorgado a Daniel Kahneman que, junto a Amos Tversky, falecido, desenvolveu teorias sobre percepção e decisões em cenários de risco e incerteza, a chamada Teoria do Prospecto. Especialmente na Europa, mas também encontrada na América do Norte, Austrália, Nova Zelândia, reúne psicólogos, economistas experimentais, administradores de empresas, especialistas em marketing, teoria da informação, direito e outros profissionais, que desenvolvem pesquisas sobre temas como: tomada de decisões; psicologia do dinheiro; socialização econômica; poupança; endividamento; justiça e igualdade; consumo; inflação; desemprego; evasão fiscal; psicologia da pobreza; hábitos e muitos outros.
No Brasil e em alguns outros países da América Latina, começa a se desenvolver mais recentemente.
Faz fronteira com: Economia Comportamental, Finanças Comportamentais, Sócio-Economia, Psicologia do Consumidor, Neuroeconomia.